# Juxtaglomerulární buňka

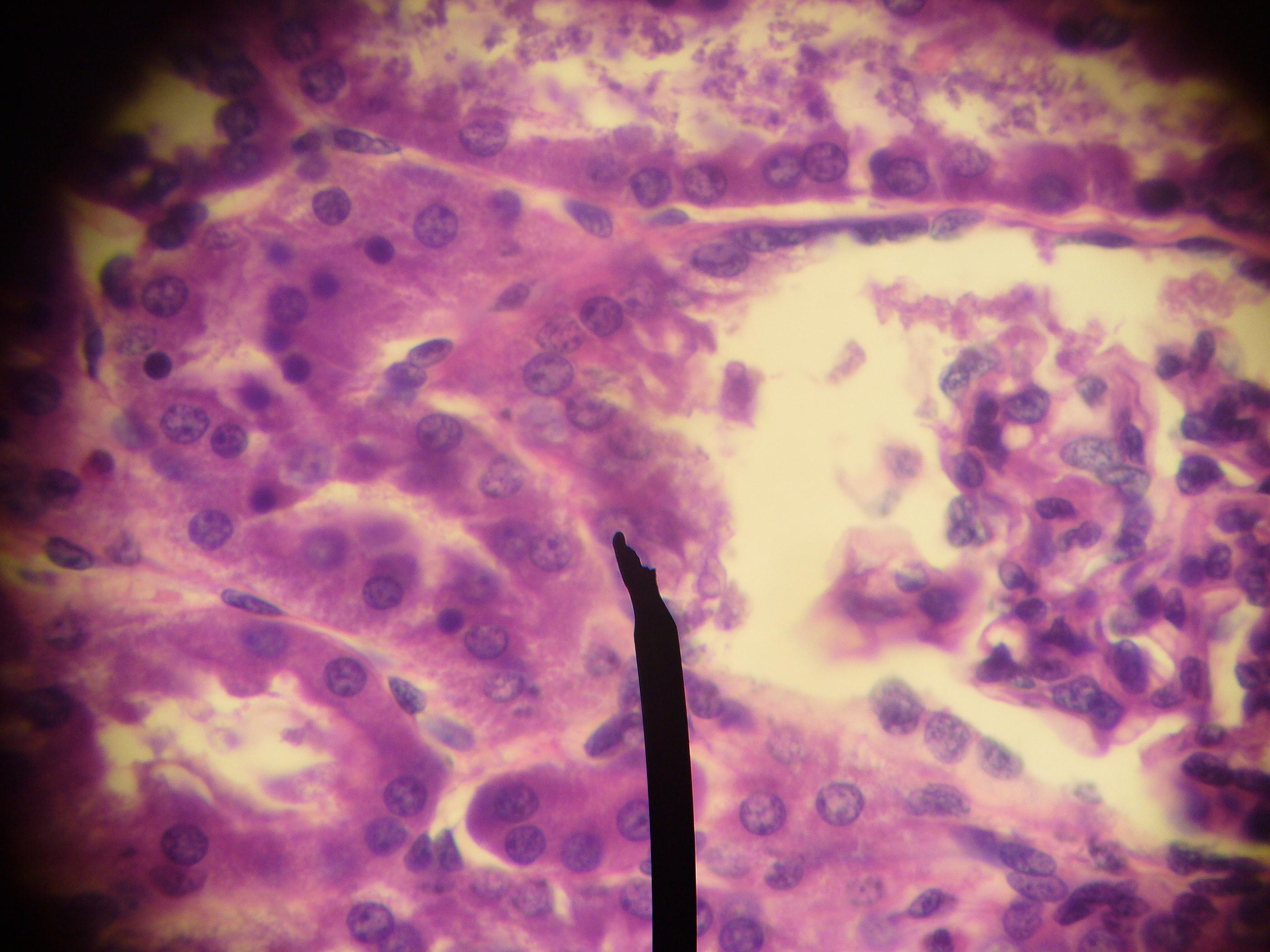
Lidské juxtaglomerulární buňky

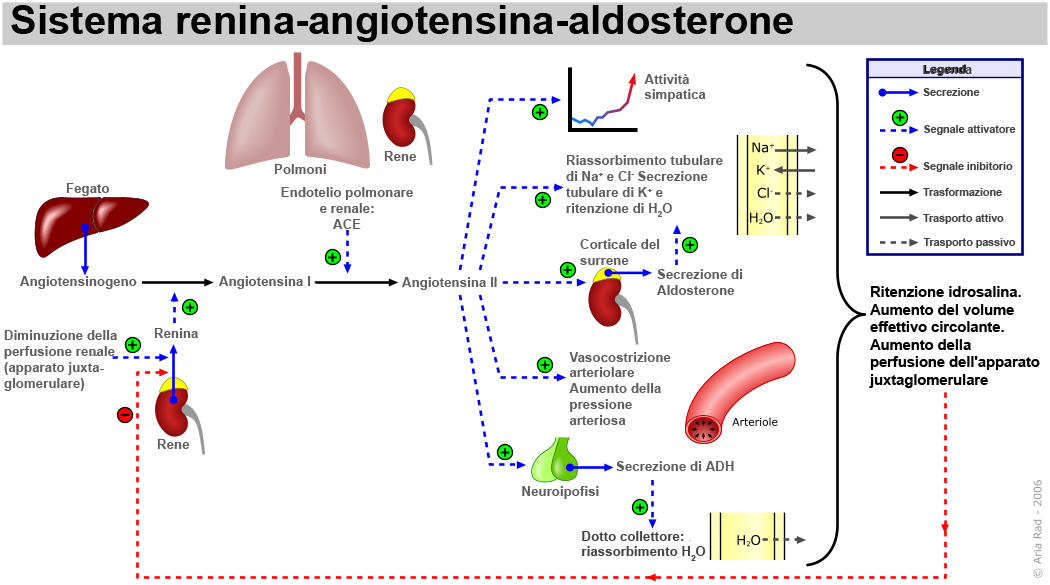
Renin-angiotenzin II-aldosteronová kaskáda

Juxtaglomerulární buňka je buňka, která se nachází v aferentní, popř. eferentní arteriole v ledvinách.

Ledvinné tělísko

## Popis
V místě, kde se arteriola afferens přimyká k ledvinnému tělísku, obsahuje její tunica media (nejsilnější vrstva ve stavbě cév, obsahuje buňky hladké svaloviny spirálně a cirkulárně uspořádané, kolagenní a elastická vlákna) modifikované buňky hladkého svalstva nazývané juxtaglomerulární (JG buňky). Sekrece těchto buněk hraje úlohu v udržování krevního tlaku. Poblíž aferentní arterioly, obsahujícího JG buňky, se obvykle nalézá macula densa distálního stočeného kanálku a oba tyto útvary společně vytvářejí juxtaglomerulární aparát. Další součástí jsou světle se barvící buňky, jejichž funkce je dosud neobjasněna. Jsou označovány různě, jako extraglomerulární buňky mezangiální, buňky pólových polštářků nebo buňky síťové. V místě juxtaglomerulárních buněk mizí z aferentních arteriol membrána elastica interna.

## Histologie
Juxtaglomerulární buňky mají oválná jádra a cytoplazmu naplněnou granuly, které se barví metodou PAS. V elektronovém mikroskopu mají JG buňky charakter elementů vylučujících proteiny a obsahují množství drsného endoplazmatického retikula, znamenitě vyvinutý Golgiho komplex a sekreční granula o průměru 10-40 nm.

## Funkce
JG buňky produkují hormon renin, měnící bílkovinu krevní plazmy, zvanou angiotensinogen na inaktivní dekapeptid angiotensin I. V důsledku působení konvertujícího enzymu, jenž je ve velké koncentraci přítomen v endotelových buňkách plic, ztrácí tato látka dvě aminokyseliny a mění se na aktivní oktapeptid angiotensin II.
Po závažnějším krvácení dochází ke zvýšení sekrece reninu. Vzniká angiotensin II, který zvyšuje krevní tlak jednak konstrikcí arteriol, jednak stimulací sekrece hormonu kůry nadledvin aldosteronu. Aldosteron působí na buňky ledvinných tubulů, především tubulu distálního, ve smyslu zvýšení absorpce sodíkových a chloridových iontů. To má za následek zvětšení objemu extracelulárních tekutin, vedoucímu ke zvýšení krevního tlaku. Snížení systémového tlaku z jiných příčin (např. úbytek sodíku, dehydratace) též aktivuje renin-angiotenzin II-aldosteronovou kaskádu, která přispívá k udržování tlaku krve.

## Patologie

### Nádor z juxtaglomerulárních buněk
Tento nádor se řadí mezi mezenchymální tumory nacházející se zejména u dospělých.
Jedná se o vzácný nádor, který byl poprvé popsán v roce 1967. Od té doby bylo zveřejněno méně než 100 případů. Odhalení karyotypu ukázalo, že u těchto nádorů dochází ke ztrátě chromosomů 9 a 11. Tím, že dochází k hypersekreci reninu, je způsobena hypertenze a hyperkalemie. Hypertenze v kombinaci s důkazem o ledvinném nádoru naznačuje, že se jedná o nádor z juxtaglomerulárních buněk. Přítomnost reninových granul ve vzorcích odlišuje tento nádor z JG buněk od ledvinových hemangiopericytomů a jiných ledvinových nádorů. Juxtaglomerulární tumory jsou často popisovány jako benigní, ale jejich zhoubnost je nejistá, ve většině případech jsou nádory zapouzdřeny.